# Kanonizacja
Kanonizacja (łac. canonisatio) – oficjalne uznanie przez Stolicę Apostolską świętości lub przez zatwierdzenie przez Święty Synod w Kościele prawosławnym danej zmarłej osoby z racji osiągnięcia przez nią doskonałości moralnej w stopniu heroicznym lub uznanie jej za męczennika. Poprzez akt kanonizacji papież uznaje ją za osobę godną kultu publicznego w Kościele powszechnym i wpisania jej do katalogu świętych. Akt ten poprzedzony jest procesem kanonizacyjnym.

## Wczesne chrześcijaństwo
Początek kanonizacji jako aktu prawnego sięga czasów wczesnochrześcijańskich. Wówczas to śmierć poniesiona za wiarę w okresie prześladowań chrześcijan (martyrium) była traktowana jako wyróżnienie i świadectwo łaski Bożej dające natychmiastowe zbawienie i udział w chwale Bożej. Uważano, że męczennicy posiadają możliwość uzyskania dla żyjących szczególnych łask, o które można się było starać poprzez modlitwę do świętego. Dlatego nad grobami męczenników zaczął rozwijać się kult, dla którego materialnym fundamentem była obecność ciała męczennika.
Niemal równocześnie zaczęto uważać, że na szczególną łaskę Bożą można zasłużyć, dając świadectwo nie tylko męczeńską śmiercią, ale i całym swoim życiem. Dlatego nad grobami ludzi, których życie uznawano nie tylko za przykładne, ale godne naśladowania i naznaczone znamionami oddziaływania szczególnej Bożej łaski, rozwijał się kult.
Podstawowym faktem świadczącym, że dana osoba jeszcze za życia, a najczęściej po śmierci, cieszy się szczególnymi względami u Boga, były czynione przez nią cuda. Te podstawowe aspekty świętości – przykładne życie i zaistniałe cuda za wstawiennictwem świętego – stanowią podstawę także w obecnej procedurze kanonizacyjnej.
Początkowo kult świętych rozwijał się w sposób spontaniczny. Aby zapobiec nadużyciom, kontrolę przejęli biskupi, którzy musieli wyrażać zgodę na czczenie danej osoby jako świętej. Przez ponad tysiąc lat formalnym aktem kanonizacyjnym była translacja (przeniesienie) ciała świętego z miejsca pierwotnego pochówku, gdzie został złożony zanim rozwinął się kult, do miejsca bardziej szacownego (osobna kaplica, kościół, najczęściej w pobliżu ołtarza, umieszczenie ciała (relikwii) w relikwiarzu eksponowanym najczęściej w prezbiterium lub na głównej osi kościoła).
Kanonizacje przeprowadzane w formie translacji były w gestii lokalnych biskupów aż do końca XII wieku.

## Kanonizacje Stolicy Apostolskiej
Błędnie powielane jest sformułowanie, iż pierwsza kanonizacja z udziałem papieża (a właściwie synodu pod przewodnictwem papieża) miała miejsce w 993 roku i dotyczyła św. Udalryka (zm. 973), biskupa Augsburga.
Przyjmuje się, analogicznie do kanonizacji św. Udalryka, że kanonizacja św. Wojciecha przebiegła również przy współudziale papieża (Sylwestra II), ale na to nie ma żadnej wzmianki źródłowej i jest to kwestia jedynie domysłów.
W XI wieku wzrasta liczba kanonizacji z udziałem papieży, ale dopiero w 1146 roku Eugeniusz III, przy okazji kanonizacji cesarza Henryka II (zm. 1024), zastrzegł prawo kanonizacji wyłącznie dla papieży. Roszczenia te potwierdził Aleksander III w roku 1172 oraz IV sobór Laterański (1215). Jednak dopiero włączenie passusów z listów obu papieży do zbioru "Dekretałów" Grzegorza IX w 1234 wprowadziło owe przepisy do prawa kanonicznego, co poskutkowało faktycznym wprowadzeniem w życie papieskiej rezerwacji dla kanonizacji i wyłączeniem jej spod kompetencji biskupów.
Kanonizacja jako kult w Kościele sformułowana została w 1234 roku, a ramy prawne spisano w 1625 i 1632 roku.

## Kanonizacja w Kościele katolickim obecnie
Obecnie procedura kanonizacyjna regulowana jest przez konstytucję apostolską Divinus perfectionis Magister wydaną 25 stycznia 1983 roku przez papieża Jana Pawła II.
Podstawowym faktem świadczącym, że dana osoba jeszcze za życia, a najczęściej po śmierci, cieszy się szczególnymi względami u Boga, są czynione przez nią cuda. Podstawowe aspekty świętości – przykładne życie i zaistniałe cuda za wstawiennictwem świętego – stanowią podstawę w obecnej procedurze kanonizacyjnej.